# 猛鬼街4：幽冥鬼手
《猛鬼街第四集：幽冥鬼手》（英語：A Nightmare on Elm Street 4: The Dream Master）是1988年在美国上映的一部超自然恐怖电影，由雷尼·哈林导演。这部电影是《半夜鬼上床》系列電影的第四部，在美国收获了5000万美元的票房。

## 剧情
在《猛鬼街3》中，克里斯汀和《猛鬼街》主角南希一起努力封印了弗莱迪。可是弗莱迪怨念极深，克里斯汀再次陷入弗莱迪精心编织的梦境，无奈向在第三部中因一同对抗弗莱迪而结交的伙伴金凯和托尼寻求帮助。
金凯和托尼认为弗莱迪已经成为历史，却在晚上的睡梦中接连死于弗莱迪之手。第二天，克里斯汀面对金凯和托尼空荡的座位晕厥了过去，又一次看到了弗莱迪。克里斯汀的母亲认为女儿需要好好的睡一觉，在她的水里放了大量的安眠药，此举正中弗莱迪的下怀，克里斯汀最终葬身于梦境中的大火，临死前把好友爱丽丝拉入自己的梦境，弗莱迪又把目标转移到了爱丽丝和她的好友身上。
爱丽丝的哥哥因为女友克里斯汀之死难过不已，在上厕所途中睡了过去，最终被隐身弗莱迪偷袭杀害。爱丽丝的两个好友，一个被弗莱迪在梦境中的教室里吸干了血，另一个被弗莱迪变成螳螂用手捏爆。
身边的人接连被弗莱迪杀害，爱丽丝决定和男友共同消灭弗莱迪，不巧男友遇到了车祸，在手术中晕了过去，碰到了弗莱迪。爱丽丝进入到男友的梦境，在一个废弃的教堂里与弗莱迪展开最终决战。一番激战后，爱丽丝成功消灭弗莱迪，遇难者的灵魂从弗莱迪残破的体内飞出感谢拯救他们的爱丽丝并上了天堂。故事最后，爱丽丝和男友在泉水边抛掷硬币许愿，却在泉水泛起的涟漪中又一次看到了弗莱迪模糊的身影。

## 评论
截止到2021年8月份，《猛鬼街4：幽冥鬼手》在豆瓣上得到了6.6的评分，大部分人给的是三星。一些评论认为该电影比起前三部剧情显得生硬，但是经典的血腥场面和压抑的画面塑造使其仍不失为一部优秀的恐怖片。